# Trichilia dregeana
Trichilia dregeana är en tvåhjärtbladig växtart som beskrevs av Harv. & Sond.. Trichilia dregeana ingår i släktet Trichilia och familjen Meliaceae. Inga underarter finns listade i Catalogue of Life.